# Ligue nationale de futsal et beach soccer
La Ligue nationale de futsal et beach soccer (LNFB) rassemble les clubs tunisiens de futsal et beach soccer. Elle gère, sous l'autorité de la Fédération tunisienne de football, le championnat de Tunisie de futsal.

## Président
- depuis 2011 : Chaâbane Kaâfar

## Bureau
En 2012-2013, les membres du bureau sont :
- Chaâbane Kaâfar : président
- Ezzeddine Fridhi : vice-président
- Mohamed Mansour : coordinateur entre les commissions
- Nabil Fakhfakh : trésorier général
- Lotfi Guezmir : trésorier général adjoint et président de la commission compétition
- Ramzi Jebabli : président de la commission des règlements
- Jalel Khemiri : président de la commission de discipline et fair-play
- Mohamed Ben Abdallah : président de la commission de communication et affaires administratives
- Habib Grissa : président de la commission de sponsoring
- Med Chiheb Zaafouri : président de la commission de beach soccer
- Ibrahim Mansouri : président de la commission de beach soccer
- Aziz Khaskhoussi : président de la commission des jeunes
- Taoufik Adjengui : président de la commission d'arbitrage
- Sayed Kribi : administrateur